# Brique réfractaire

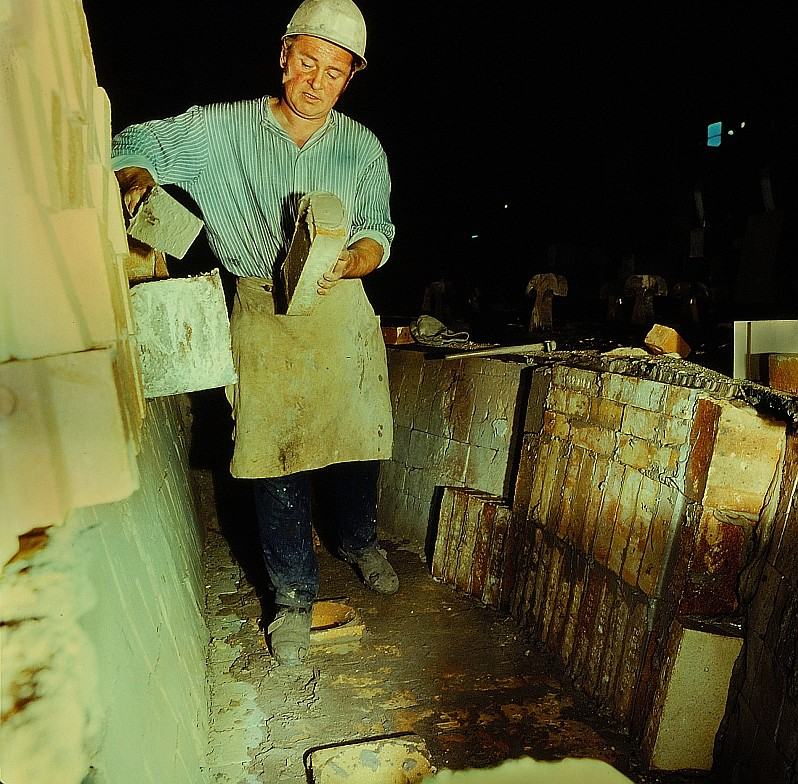
Construction d'un four industriel.

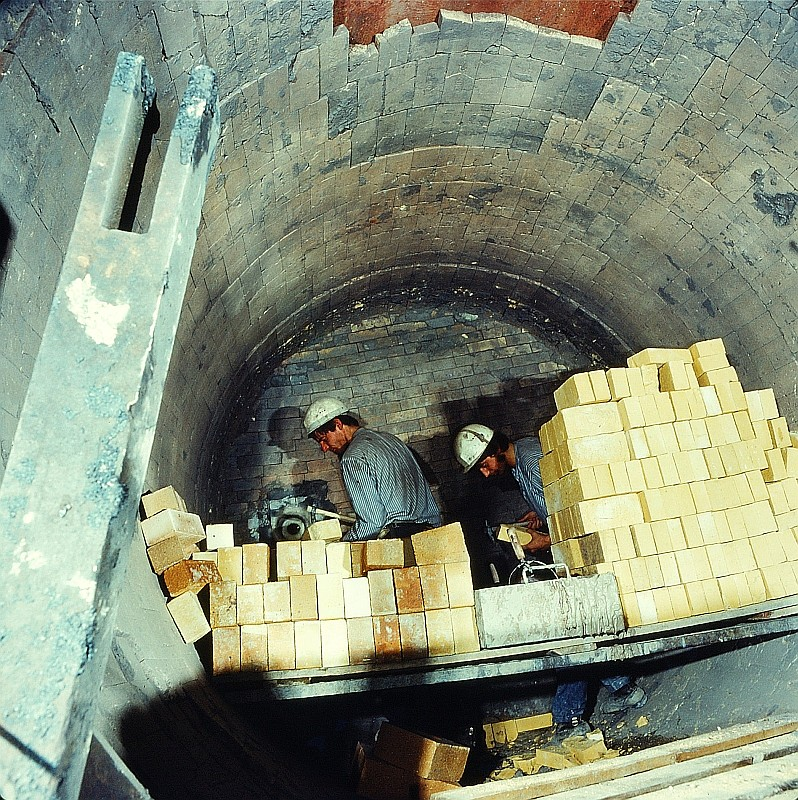
Restauration de l'habillage intérieur d'un four en briques réfractaires.

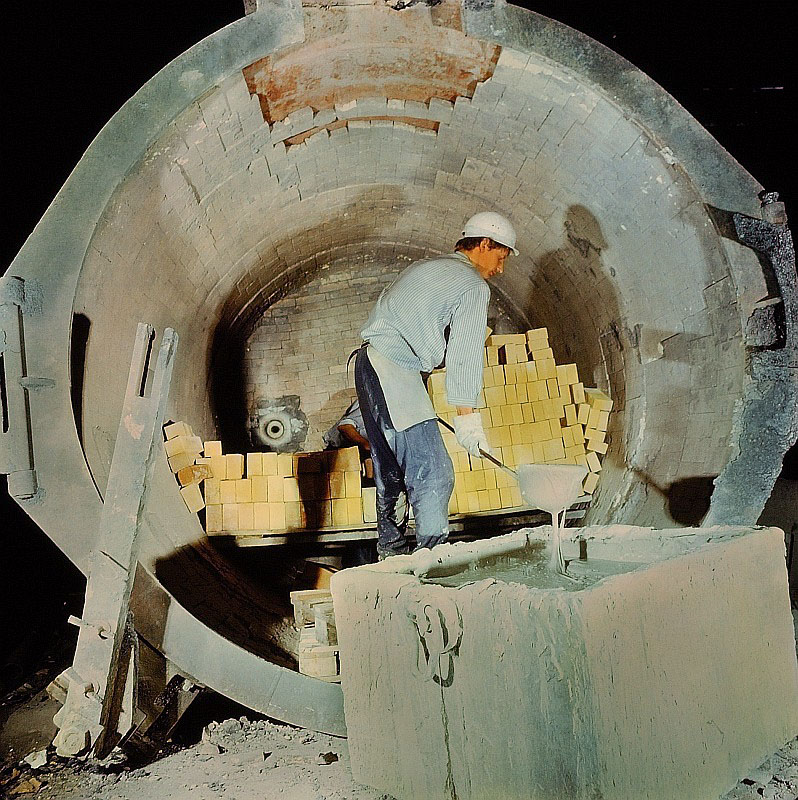
Restauration de l'habillage intérieur d'un four en briques réfractaires.

Une brique réfractaire est une brique qui conserve ses propriétés mécaniques à très haute température.
Les produits réfractaires résistent, par nature, aux températures élevées et sont utilisés pour la réalisation et la réfection de fours à bois, de hauts fourneaux, de poches métallurgiques, de chaudières, chaufferies, brûloirs, foyers, feux ouverts, et conduits, de murs périphériques d'installations nécessitant la conservation de chaleur et la résistance aux températures élevées, éventuellement en parement adjacent ou non.
Les briques réfractaires sont de différentes qualités qui répondent aux besoins des industries cimentières, céramiques, sidérurgiques, métallurgiques, de la construction en fumisterie, etc.

## Historique
Les premières études des matériaux réfractaires doivent beaucoup aux fondeurs et aux spécialistes des arts céramiques, en particulier les faïenciers et fabricants de porcelaine. Au temps de l'acier conquérant et de la brique, culminant en 1880, la définition de la haute température caractérise le matériau réfractaire, qui résiste à 1 000 °C.

## Caractéristiques

### Liaison thermique ou chimique
Les produits réfractaires sont des produits céramiques et sont traditionnellement cuits pour provoquer leur vitrification. Le liant utilisé est principalement de l'argile qui favorise l'homogénéité du produit en phase de céramisation. Il s'avère cependant que d'autres techniques de liaison, non céramique ou partiellement céramique, donnent des résultats répondant à des applications spécifiques. Dans ce cas, on fait appel à des liants chimiques, comme l'acide phosphorique ou ses dérivés, pour fabriquer les produits « crus ».

### Produits standards ou de forme
Les formats sont standards mais il est possible également de concevoir des produits sur mesure.

### Briques spéciales
Les briques peuvent être conçues pour être anti-acide.

### Matériaux
Les briques sont obtenues essentiellement par utilisation de silice SiO2 et d'alumine Al2O3 en plus ou moins grandes quantités selon l'effet recherché. On distingue :
- produits à base de silice (teneur en silice supérieure à 91 %, en alumine, inférieur à 3 %) ;
- produits siliceux (teneur en silice entre 85 et 91 %, en alumine, supérieure à 5 %) ;
- produits à base d'argile (silico-alumineux) (teneur en alumine entre 15 et 40 %) ;
- produits spéciaux à base de bauxite, magnésie et dolomie, corindon, graphite, carbure de silicium, etc ;
- produits naturels utilisables sans cuisson préalable.

### Fabrication
Les briques sont fabriquées par étirage ou « voie humide », ou par voie sèche, c'est-à-dire par surcompression à sec, sur des presses automatiques pour les standards et les grandes séries, ou manuelles. Pour les petites séries ou les produits aux formes très spéciales, la préférence va à la dernière solution.

## Caractéristiques physico-chimique
Une brique réfractaire est caractérisée selon les critères suivants :
- résistance à l'usure par abrasion ;
- résistance pyroscopique (en °C) ;
- résistance mécanique à froid (en kg/cm2) ;
- masse volumique (en kg/m3) ;
- porosité ouverte (en %) ;
- résistance à l'écrasement à froid (en N/mm2) ;
- affaissement sous charge à température croissante (2 kg/cm2 - 0,5 %) (°C) ;
- conductibilité thermique (kcal/h.m.°C) ;
- dilatation linéaire moyenne entre 0 et 1 000 °C, à 500 °C, à 800 °C ;
- résistance aux chocs thermiques, trempée à l'air à 1 200 °C (en cycle) ;
- tolérance dimensionnelle.

## Applications

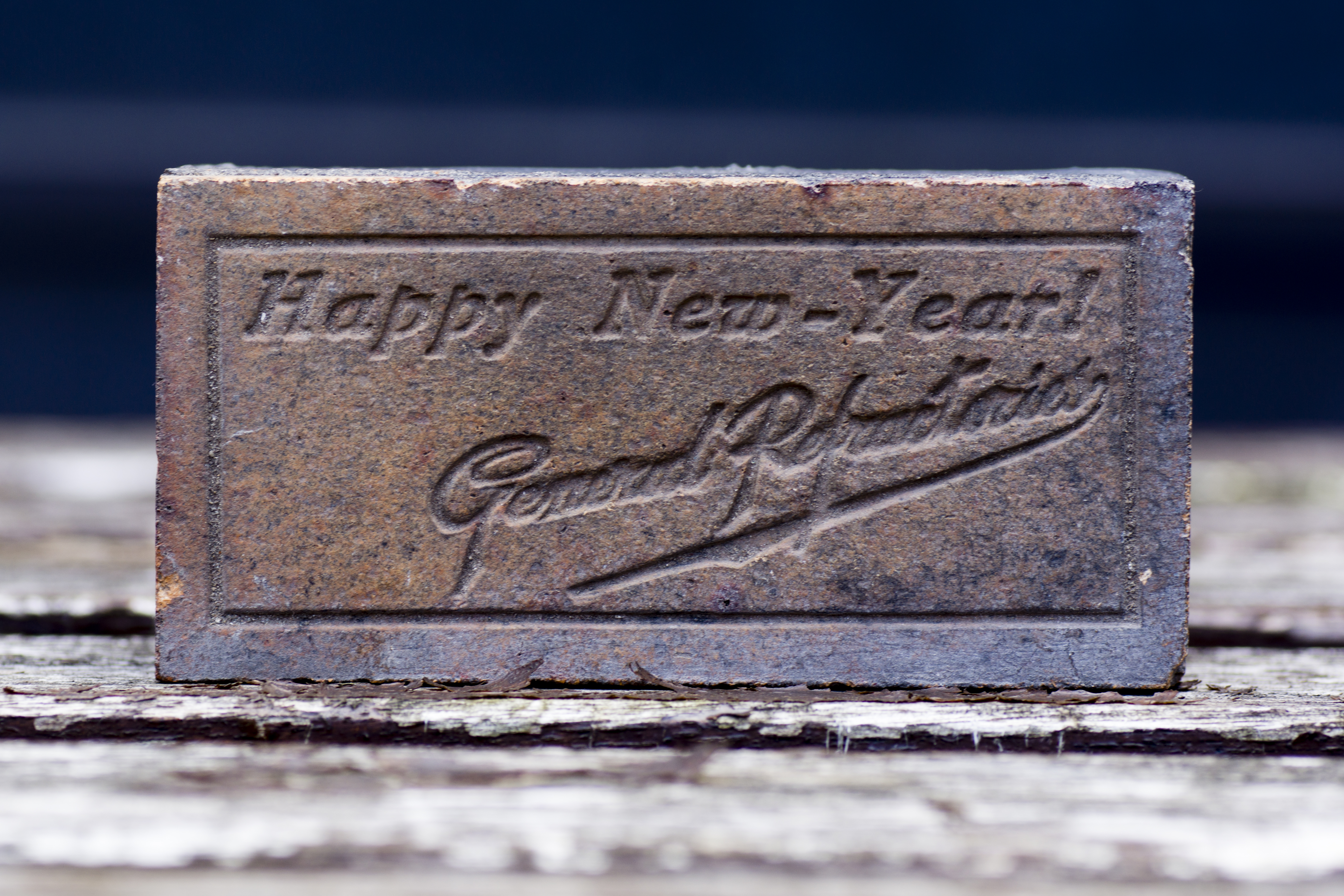
Une briquette réfractaire (General Refractories).

- Usage domestique : feux ouverts, barbecues, cheminées décoratives, etc.
- Usage industriel : zones de calcination de fours à ciment, partie basse de cyclones des préchauffeurs, revêtement intérieur de hauts-fourneaux, convertisseurs, cubilots.

## Mise en œuvre
En milieu industriel, les briques réfractaires sont utilisées en revêtement interne de fours et d'appareils en contact avec des matériaux en fusion (verre, acier, fonte, etc). La mise en place de ces revêtements, ou leur réfection, sont des travaux complexes, nécessitant un savoir-faire particulier. Ils sont en pratique réservés à des entreprises spécialisées de fumisterie industrielle.